# Hispanija
Hispanija (lat. Hispania) je ime koje su Rimljani dali Iberskom poluotoku. Osvajanje će potrajati puna dva stoljeća, puna krvavih bitaka i surovih epizoda kao i žilavog otpora domorodačkog stanovništva, s nekim primjerima herojstva kao što je Numancija, koji će ostati upamćeni u povijesti, a koja su i opjevali sami Rimljani. Međutim, kad su Rimljani konačno uspjeli potčiniti nepokorne stanovnike Hispanije, proces romanizacije će se odvijati manje više bez problema, jer koliko je Rim doprinio razvoju Hispanije, isto toliko sama Hispanija je doprinijela Rimu svojim prirodnim bogatstvima kao i ljudima. Rimska vladavina će ostaviti neizbrisiv trag kako u kulturi, tako i u običajima, i posebno jeziku budućih država koje će se pojaviti na Iberskom poluotoku.

## Ime i etimologija
Termin Hispanija dolazi iz latinskog, a termin Iberija je isključivo grčkog porijekla. Termine španjolski, iberski i hispanski ne treba miješati, niti koristiti naizmjenično jedan umjesto drugog, jer svaki od ta tri termina nosi sa sobom i različite konotacije određenog vremena i prostora u povijesti. U tekstovima koji su se očuvali iz doba rimske vladavine isključivo se rabi termin Hispanija (prvi put spomenuta oko 200. pr. Kr. u tekstovima pjesnika Kvinta Enija), dok se u grčkim tekstovima uvijek koristi termin Iberija.
Pouzdano se zna da su Feničani i Kartažani zvali poluotok Span ili Spanija (Span ili Spania), u značenju "skriveno, tajno", što bi značilo "skrivena daleka zemlja". Postoji druga verzija porijekla ovog imena, a to je da dolazi od feničanskog termina I-shphanim, što otprilike znači od svisca (shphanim je množina od shaphán "svisci" – lat. Hyrax syriacus), kako su Feničani nazvali zeca, životinju koja je njima bila nepoznata, i koju su našli na poluotoku u izobilju. Druga verzija ove iste etimologije bi bila Hi-shphanim, Otok zečeva (to jest, svizaca).
S druge strane, zec nije bila jedina životinja koja je privlačila pažnju po svojoj brojnosti. Grci su nazivali ovaj poluotok Ofiousa (Ophioússa), što znači Zemlja zmija, koju su zamijenili riječju Iberija, jer su tu riječ često čuli od starosjedilaca. Načelno, ta se riječ odnosi na neki zemljopisni pojam, ali ne može se baš tvrditi da se konkretno odnosi na rijeku Ebro, jer se ta riječ čula na cijelom teritoriju današnje Andaluzije. Neki lingvisti smatraju da je ta riječ jednostavno značila "rijeka", međutim, ništa se ne može tvrditi sa sigurnošću, jer konkretnih dokaza nema.

## Povijest

### Iberija
U antičko doba znalo se za postojanje teritorija u zapadnom dijelu Mediterana čije su zemlje bile bogate rudama, vodom i ribom. Ni Grci ni Feničani nisu je pokušavali osvojiti; ograničili su se na uspostavljanje trgovačkih odnosa s iberskim plemenima koji su obitavali na tom području.
Na Iberskom poluotoku nije postojalo političko jedinstvo. Postojalo je mnoštvo plemena koja nisu priznavala nikakav autoritet van granica svog teritorija. Neki autori imaju oko stotinu različitih plemena na cijelom teritoriju poluotoka, i svako od tih plemena imalo je vlastitu političku strukturu. Malo se zna o ovim narodima jer su informacije u narativnim izvorima fragmentarne i šture. U grubim crtama, podjela bi mogla ići na Ibere koji su naseljavali mediteransku obalu i južni dio Atlantske obale. Podrijetlo Ibera je nejasno, ali se vjeruje da bi mogli biti autohtono stanovništvo poluotoka. Oko 1000. pr. Kr. pridružili su im se Kelti, koji su se nastanili u sjevernom i zapadnom djelu poluotoka. Između njih, u unutrašnjosti poluotoka, nalazila su se plemena koja su bila mješavine ova dva naroda, i nazivali su se Keltiberima.
Nakon Prvog punskog rata 241. pr. Kr., Kartaga se morala povući sa Sicilije i Sardinije. U potrazi za novim teritorijima i resursima, brzo ih je našla s druge strane Gibraltara – na Iberskom poluotoku. Iberija postaje ključna točka brzog gospodarskog i vojnog oporavka Kartage nakon poraza.

### Rimska invazija
Bila su potrebna dva puna stoljeća kako bi se pokorili i pobijedili stanovnici Iberije koji su pružali nevjerojatno jak otpor rimskim osvajačima. Ta dva stoljeća karakterizirale su neprekidne borbe, ratovi i pobune koje su iza sebe ostavile mnogobrojne žrtve, herojske epizode i uspomene na važne sudionike događaja.

### Rat s Kartagom
Nakon Prvog punskog rata (264. pr. Kr. – 241. pr. Kr.), Kartaga i Rim su podijelili Iberski poluotok na zone utjecaja čija je granica bila rijeka Iber. Spor je nastao oko grada Sagunta, koji je bio rimski saveznik. Kartaga je napala Sagunt, braneći interese jedne političke frakcije u tom gradu. Rim se pozvao na dogovor i zahtijevao povlačenje kartažanskih trupa.
Danas se sa sigurnošću ne zna koja je današnja rijeka odgovarala rijeci Iber. Najvjerojatnije da je to bila rijeka Ebro, i u tom slučaju, Sagunt se nalazio duboko u teritoriju utjecaja Kartage, međutim, također postoje indicije da se radi o rijeci Júcar, i u tom slučaju, Sagunt je bio na teritoriju rimskog utjecaja. Bilo kako bilo, Rim nije pritekao u pomoć Saguntu, i dozvolio je da Hanibal opustoši ovaj grad, kako bi kasnije to mogao iskoristiti kao izgovor za početak Drugog punskog rata.
Tijekom rata sreća je u početku bila na strani Kartažana, međutim, dolazak Scipiona Afričkog u Hispaniju 210. pr. Kr. donosi preokret. Scipion Afrički bio je jedan od najsjajnijih vojskovođa u rimskoj povijesti. Međutim, svoju slavu nije zasnivao samo na svojoj vještini vojevanja, nego i na talentu za diplomaciju. Sklapao je saveze s lokalnim plemenima što je višestruko pomoglo rimskim snagama. Iberska plemena su kao saveznici i najamnici služili kao pojačanje za rimsku vojsku, a svojim poznavanjem terena su doprinijeli borbi s Kartažanima. U svojoj želji da se oslobode Kartažana, hispanska plemena su prešla na stranu Rimljana. Drugi punski rat završio je uvjerljivom pobjedom Rima nakon 16 godina ratovanja.

### Prvi okršaji
Iako su se lokalna plemena isprva masovno pridružila Rimljanima, ubrzo je splasnulo početno oduševljenje jer su shvatili da se nisu oslobodili gospodara, nego samo jednog zamijenili drugim. Krajem 3. stoljeća pr. Kr. stvoren je plemenski savez keltiberskih plemena koja su digla bunu protiv Rimljana. Savez je u svakom trenutku mogao računati na oko 30.000 pješaka i 4.000 konjanika. Do sukoba s rimskim legijama prokonzula Lucija Lentula i Lucija Manlija Acidita je došlo u okolici današnje Zaragoze u kojoj su Keltiberi bili potučeni, a sama plemena su pretrpjela krvavu odmazdu.
Rim je odlučio ne napuštati Hispaniju. Rimljani su bili svjesni velikih rudnih i prirodnih bogatstva poluotoka. Početkom 2. stoljeća pr. Kr. senat je podijelio poluotok na dvije provincije — Hispaniju Citerior i Hispaniju Ulterior. Međutim, kako nije bilo jednog vladara kojega je trebalo podčiniti, Rim je bio primoran pokoravati jedno po jedno pleme, što je bilo veoma teško, s obzirom na to da svaki put kad bi se učinilo da je situacija konačno pod kontrolom, izbila bi nova buna što bi situaciju vraćalo nekoliko koraka unatrag.
Mnogi rimski aristokrati bili su poslani u Hispaniju ne bi li našli načina da pokore keltiberska plemena. Među mnogima, vrijedi istaknuti dva – Marko Porcije Katon Stariji i Tiberije Sempronije Grah Stariji.
Kada je Katon stigao u Hispaniju (195. pr. Kr.) cijela Hispanija Citerior je bila pobunjena, dok je pod kontrolom rimskih legija bilo samo nekoliko gradova. Katon je poduzeo odlučnu borbu protiv pobunjenih plemena, i uskoro ih je svladao i surovo kaznio. Plijen koji je odnio u Rim, impresionirao je njegove sugrađane – 25.000 funti srebra i 1.400 funti zlata, oteto od iberskih plemena u borbama.
Tiberije Sempronije Grah je također bio odlučan vojskovođa, međutim, pored ratničkih, koristio je i svoje diplomatske vještine. Također je bio poslan kako bi ugušio jedan od ustanaka, međutim, uspio je vještim pregovaranjem postići sporazume s većinom keltiberskih plemena i time je pacificirao gotovo cjelokupni teritorij provincija.

### Rat (154. pr. Kr. – 93. pr. Kr.)
Lusitanija (lat. Lusitania; današnji južni dio Portugala do rijeke Duero, dio autonomne pokrajine Španjolske Kastilje i Leona i cijela Extremadura) je bila oblast koja se najviše i najžilavije opirala Rimljanima. Oko 155. pr. Kr. lusitanski vođa Punik je počeo s upadima na dio teritorija Lusitanije koja je bila pod rimskom dominacijom, i na taj način prekinuo mir koji je trajao više od 20 godina, a koji je sklopio Tiberije Sempronije Grah Stariji.
Keltiberski ratovi predstavljaju krvavu epizodu u povijesti rimskih osvajanja Hispanije. Iako su u početku keltiberska plemena odnosila pobjedu za pobjedom, ipak su se na kraju morala pokoriti Rimu. Rim je vodio bespoštednu borbu u kojoj nije birao sredstva. Lucije Lucinije Lukul isticao se svojom surovošću i beskrupuloznošću. Od 152. pr. Kr. do 151. pr. Kr. u opsadi grada Cauce, došlo je do pregovora o predaji. Kad su stanovnici grada otvorili gradska vrata, Lukul je naredio da se svi pobiju. Procjenjuje se da je u tom pokolju život izgubilo oko 30.000 osoba. Pretor Galba je 150. pr. Kr. ponudio pregovore Lusitancima zahtijevajući da ovi prethodno spuste oružje na zemlju. Kada su ovi to i učinili, naredio je juriš kojeg su rijetki preživjeli. Jedan od njih bio je i Virijat, pastir koji je 147. pr. Kr. podigao novi ustanak protiv rimskih legija i vodio veoma uspješan gerilski rat u kojem Rimljani nisu mogli pobijediti. Na kraju su morali pribjeći lukavstvu – potkupili su trojicu Virijatovih velikodostojnika koji su ga na kraju 13. pr. Kr. ubili.
Nakon Virijatove smrti, nestaje i posljednji trag organiziranog otpora Lusitanaca. Rimljani sve više osvajaju teritorij Lusitanije o čemu svjedoči i Ploča iz Alcantare (lat. Tabula Alcantarensis) iz 104. pr. Kr.

### Opsada i uništenje Numancije
Numancija (lat. Numantia; šp. Numancia) je postala simbol otpora osvajaču u španjolskoj povijesti po svom stoičkom otporu prilikom opsade grada 133. pr. Kr.
Početkom 2. stoljeća pr. Kr., Numancija je bila glavni grad keltiberskog plemena Arevacosa. Nalazila se u centru Hispanije i imala je oko 30.000 stanovnika. Od samog početka neprijateljstava, Numancija je bila na meti Rimljana. Budući da su pretrpjeli poraz 153. pr. Kr., Rimljani su prvi put sproveli opsadu Numancije. Opsade će se periodično ponavljati, međutim, Rimljani neće imati mnogo uspjeha, sve dok 134. pr. Kr. senat nije poslao Scipiona Emilijana (usvojenog unuka Scipiona Afričkog), da po tko zna koji put pokuša osvojiti nepokornu Numanciju. Scipion je opkolio grad, nadajući se da će glad natjerati Numantince na predaju. Međutim, Numantincima je bila draža smrt nego predaja i ropstvo. Kada su Rimljani ušli u grad, suočili su se sa stravičnim prizorom — Numantinci su izvršili masovno samoubojstvo. Scipion je jedva uspio sakupiti oko pedeset preživjelih od kojih je nekoliko odveo u Rim da bi prikazao svoju pobjedu. Preostali su prodani u roblje.
Herojstvo Numantinaca je između ostalih, opjevao i Cervantes u jednoj od svojih klasičnih tragedija, Opsada Numancije (šp: El cerco de Numancia).
Krajem 1. stoljeća pr. Kr., ratovi između keltiberijskih plemena i rimskih legija su završeni.

### Građanski ratovi
Nakon završetka keltiberskih ratova, Hispanija postaje poprište još jednog sukoba – ovog puta se radi o međusobnim borbama samih Rimljana.
Godine 83. pr. Kr. u Hispaniju kao namjesnik stiže Kvint Sertorije, koji je u to vrijeme već dvije godine bio na popisu za proskripcije diktatora Sule. Digao se na oružje protiv diktatora i nakon prvog poraza pobjegao je u Mauritaniju gdje je stekao iskustvo u gerilskoj borbi. Zatim je prihvatio ponudu Lusitanaca da dođe na čelo lusitanskih snaga i digne novi ustanak. Ubrzo je kontrolirao gotovo cijeli teritorij poluotoka. Uspostavio je neovisan sustav vladavine sa sjedištem u Osci i vladao poluotokom sve dok senat nije poslao Pompeja. Sukobi su trajali između 76. pr. Kr. i 71. pr. Kr. Sertorije je završio slično kao i Virijat – ubili su ga njegovi ljudi u Osci.
Protagonisti idućeg sukoba bila su dva najdarovitija generala i najutjecajnija političara Republike: Julije Cezar i Pompej Veliki. Na tlu Hispanije vođene su dvije velike bitke u sukobu između Cezara i Pompeja: bitka kod Ilerde (30. ožujka 49. pr. Kr.), južno od današnje Leride, i bitka kod Munde (17. ožujka 45. pr. Kr.). Mjesto bitke je neodređeno: zbila se vjerojatno nedaleko od grada Osune ili Montille u španjolskoj provinciji Sevilla. U bitci kod Munde pompejevci su teško poraženi i računa se da su gubitci bili 30.000 ljudi na Pompejevoj strani i 1.500 na Cezarovoj. U istoj bitci, poginuo je i Pompejev stariji sin i imenjak. Nakon bitke kod Munde Cezar je nastavio s pacifikacijom Hispanije i zatiranjem i posljednjeg traga podrške Pompeju.

### Kantabrijski ratovi i kraj osvajanja
Tijekom vladavine prvog rimskog cara Oktavijana Augusta (27. pr. Kr. – 19. n. e.) Rim je bio primoran voditi surovu borbu protiv kantabrijskih i asturskih plemena, ratničkih naroda u Hispaniji koji su se uporno opirali rimskoj okupaciji, i koji su se nalazili na sjeveru današnje Španjolske, manje više na teritorijima današnjih autonomnih pokrajina Kantabrije, Asturije i provincija Leona, Orense i Lugo. Sam car je osobno sudjelovao u ovom ratu koji je trajao deset godina (29. pr. Kr. – 19. pr. Kr.). Njegov vodeći vojskovođa, Agripa, priveo je neprijateljstva kraju nakon krvave bitke u kojoj su poginuli gotovo svi Kantabri sposobni nositi oružje. Sam je Rim vodio surovu politiku prema ovim plemenima koja je na kraju dovela do gašenja predromanske kulture na Iberskom poluotoku.
Završetkom Kantabrijskog rata, okončano je rimsko osvajanje Pirinejskog poluotoka i započinje jedno dugo razdoblje političke i gospodarske stabilnosti na teritoriju Hispanije.

### Romanizacija poluotoka
U vojnom smislu, proces romanizacije je počeo još od pobjede nad Kartažanima u Drugom punskom ratu, na mediteranskoj obali i u dolinama Ebra i Guadalquivira, i proširio se do lusitanskih teritorija i preko tragične opsade Numancije u 2. stoljeću pr. Kr. stigao do kantabrijskih vrhova s pobjedom Augusta krajem 1. stoljeća pr. Kr. Što se civilizacijskog aspekta tiče, proces romanizacije je odigrao odlučujuću ulogu u pacifikaciji poluotoka koji je pomagao sam car Oktavijan August kao i demilitarizacija poluotoka 68. godine nove ere što je bio dokaz o tijesnoj vezi postignutoj između metropole i provincije, u kojoj je ostala samo jedna legija od tada pa do kraja rimske vladavine na poluotoku sredinom 5. stoljeća. Ipak i ta jedna legija, Legija VII Gemina (lat. Legio VII Gemina), bila je dovoljna da omogući kratkotrajan uspon lokalnog namjesnika Galbe na carsko pijestolje 68. godine (vidi Godina četiri cara).
Jedan od najvažnijih trenutaka u procesu romanizacije Hispanije je bio kada je car Vespazijan dodijelio rimsko građansko pravo hispanskim gradovima 74. godine, i na taj način im omogućio da dobiju status rimskih općina. Ta činjenica je također omogućila kasnije Trajanu i njegovom nasljedniku Hadrijanu rođenima u Italici ( danas Santiponse u provinciji Sevilla, Španjolska) da postanu rimski carevi.
Međutim, proces romanizacije Hispanije nije bio ujednačen na cijelom teritoriju. Bio je uvjetovan zemljopisnim odlikama terena, stupnjem povezanosti i udaljenosti od metropole, kao i stupnjem ratobornosti osvojenih plemena i strateškom i gospodarskom važnošću određenog dijela teritorija za same Rimljane. Tako su na primjer iberska plemena mediteranske obale, današnje Katalonije, Valencije, Murcije i Andaluzije, kuda su već prošli Feničani, Grci i Kartažani, bili podložniji rimskim uticajima i prije su se prilagodili i prihvatili rimski način života. Rimski utjecaj je bio slabiji u centralnom dijelu današnje Španjolske i Portugala gdje su se nalazili Keltiberi i Lusitanci. Plemena sa sjevera, kao Asturi i Kantabri, pružali su veliki otpor rimskom utjecaju i gotovo ništa od rimskog načina života nisu prihvatili, dok su Vaskoni (današnji Baski), bili potpuno van bilo kakvog rimskog utjecaja, što zbog prirodne teritorijalne izoliranosti, što zbog potpunog manjka zanimanja Rimljana za te krajeve.

## Gradovi, institucije i infrastruktura
Rimski način života se zasniva na urbanim jezgrama, tako da su se Rimljani od samog dolaska na Iberski poluotok naseljavali ili u već postojećim većim urbanim cjelinama ili su osnivali nove gradove. Rimski civitas (lat: civitas), po ugledu na metropolu, Rim, imao je senat koji je upravljao gradom sljedeći specifične gradske zakone. Život u gradu je bio dobro organiziran, i predstavljao je trgovački i poslovni centar u kojem se koncentriralo stanovništvo. Na ovaj način, gradovi u Hispaniji su postali glavna pokretačka snaga romanizacije.
Novi gradovi su se u početku osnivali za smještaj ranjenih legionara u osvajačkim ratovima ili kao nagrada za veterane kojima se dodjeljivao komad zemlje na kraju vojne karijere. S vremenom, kako je teritorij sve više pacificiran, gradovi su se osnivali kako bi se udomili državni službenici poslani iz Rima kao i doseljenici iz Italije koji su se uglavnom naseljavali u dolinama rijeka Ebra i Guadalquivira, privučeni prirodnim izobiljem i bogatstvima Hispanije.
Neki od gradova koje su osnovali Rimljani:
- Tarraco – današnja Tarragona, osnovana 218. pr. Kr.
- Italica – nalazio se u današnjoj oblasti Santiponse u provinciji Sevilla (Andaluzija, Španjolska), osnovana oko 206. pr. Kr.
- Emerita Augusta – današnja Mérida, osnovana 25. pr. Kr.

Izgradnja infrastrukture odigrala je veoma važnu ulogu u romanizaciji Hispanije. Ceste, mostovi, vodovod, kanalizacija, sustav za navodnjavanje polja i isušivanje močvara vidljivo su poboljšali kvalitetu života na poluotoku. Grad, je sa svojim kupaonicama, kazalištima i drugim javnim institucijama vrlo dobro prihvatilo autohtono stanovništvo.
Od svih noviteta koje su donijeli Rimljani na Iberski poluotok, najbitniji čimbenik romanizacije bila je velika mreža cesta. Imala je nekoliko glavnih cesta od kojih su se granale sporedne ceste, sve propisno označene putokazima na svakih 1.470 metara. Mnoge od cesta pratile su riječne tokove, kao Guadalquivir, ili plovne dijelove rijeka Minjo, Duero, Tajo ili Ebro. Na ovaj način, Rimljani su veoma olakšali kretanje ljudi, komunikaciju između gradova i promet robe. Krajnji cilj ovog građevinskog pothvata je bio vojne i gospodarske prirode: osiguranje brzog evenutalnog kretanja vojnih trupa, kao i povezivanje produktivnih i trgovačkih centara provincije s ostatkom carstva, a naročito s metropolom.

## Građanstvo i društvena organizacija
Tijekom rimskih osvajanja, hispansko društvo se sastojalo od dvije osnovne skupine ljudi – robova i slobodnih ljudi. Među slobodnim ljudima, razlikovale su se tri grupe:
- Oni koji nisu imali građansko pravo i u toj skupini se nalazilo uglavnom autohtono stanovništvo.
- Oni koji su imali latinsko građansko pravo, latinski građani – saveznici metropole.
- Oni koji su imali rimsko građansko pravo, osobe koje su bile rođene u Rimu.

Od svih ovih, samo je treća skupina – rimski građani – imala pravo na kandidiranje i glasovanje na izborima za magistrate. Također su uživali značajne fiskalne i pravne povlastice.
Tijekom Republike, autohtono stanovništvo Hispanije je uglavnom pripadalo prvoj skupini – oni koji nisu imali građanska prava. Međutim, s dolaskom carstva i konačnim svršetkom etape osvajanja, broj građana se povećavao zahvaljujući mjesnim aristokratima i ljudima kojima je rimsko građansko pravo bilo dodijeljeno kao nagrada za zasluge. Nasljedni karakter građanskog prava je doprinio stalnom povećanju broja rimskih građana među stanovnicima Hispanije. Konačno, car Vespazijan je 74. godine dodijelio rimsko građansko pravo svim slobodnim stanovnicima Iberijskog poluotoka. Zahvaljujući tome, mnogi Hispanci su se našli u senatu, pa čak i da se uzdignu sve do mjesta rimskog princepsa, kao što su to uspjeli Trajan i Hadrijan. Konačno izjednačavanje rimskih građana i slobodnih stanovnika ostalih dijelova carstva izvršeno je 212. godine, kada je car Karakala dodijelio rimsko građansko pravo svim slobodnim stanovnicima carstva.
Osim građanskog prava, opće rimsko pravo je umnogome doprinijelo stabilizaciji i ujedinjenju hispanskog društva i njegovom sve većem približavanju rimskom načinu života. Prije osvajanja, društvena organizacija authtonog stanovništva je bila raznovrsna. Autohtoni narodi Hispanije su se nalazili na razini napredne plemenske zajednice u kojoj je osnovno načelo bilo kolektivizam. Rim je sa svojim visoko razvijenim administrativnim i sudskim aparatom potpuno promijenio tu situaciju – mnogobrojne različite narode ujedinio je u pravnom smislu u jedan narod, a s druge strane, također je potpuno promijenio javni život, jamčeći prava pojedinca, kao na primjer, pravo na privatno vlasništvo.

## Jezik
Jezik je također imao veoma bitnu ulogu u romanizaciji Hispanije. Latinski jezik se munjevitom brzinom proširio na sve osvojene hispanske teritorije. Međutim, utjecaj nije bio ujednačen u svim dijelovima poluotoka. Podložniji su bili oni krajevi koji su inače brzo prihvatili romanski način života – istočna i meridionalna mediteranska obala, kao i veći gradovi. Ruralni krajevi, unutrašnjost kao i sjeverni dio poluotoka su duže vrijeme zadržali autohtone jezike. Ovo objašnjava kasnije postojanje romanskih jezika kao što su kastiljanski (španjolski), katalonski i galicijski zajedno s drugim jezicima koji nisu imali veze s jezikom osvajača, od kojih je jedino uspio preživjeti baskijski jezik.
Stanovništvo Hispanije je veoma brzo shvatilo značaj poznavanja latinskog jezika. Iako je do uspostavljanja carstva bio potican bilingvizam (dvojezičnost), bilo je jasno da je poznavanje latinskog jezika automatski donosilo i društveni napredak – latinski je bio službeni jezik koji je olakšavao komunikaciju s vlastima, i također je bio lingua franca u trgovini kako na samom teritoriju poluotoka tako i u čitavom civiliziranom svijetu.

## Kultura i religija
Stanovništvo Hispanije je također vrlo lako asimiliralo i religiju u svom procesu prihvaćanja rimskog načina života. Iako prethodna božanstva nisu nestala, u mnogim slučajevima su se stopila s rimskim panteonom, a preko njega i s helenskim. Neki su se održali uglavnom u sjevernim dijelovima poluotoka, međutim glavno načelo je bilo sinkretizam. U Hispaniji bili su poznati Jupiter, Junona i Minerva, kao i Dijana, Mars, Venera, Merkur, Eskulap, koji su polako zauzimali mjesto mjesnih božanstava i u isto vrijeme preuzimali mnoge od njihovih osobina. Ovaj proces je bio brži u urbanim centrima, a osobito na obali Mediterana.
Međutim, nisu se samo bogovi rimskog panteona doselili u Hispaniju. Pojavila su se božanstva i iz drugih krajeva svijeta u kojima su Rimljani ratovali, i koje su i oni sami polako prihvaćali. Iz Egipta su stigli Izida i Serapis, Mitra iz Perzije, Atargatis iz Sirije, Kibela iz Male Azije.
I na kraju, iz Judeje, stići će prvi nagovještaji kršćanstva.

## Gospodarstvo
Hispanija je zadovoljavala potrebe Rima u mnogim pogledima. Od sirovina do zanatskih proizvoda, provincija je bila bogat izvor proizvoda koji su bili traženi u metropoli.

### Poljoprivreda
Kao mediternaska zemlja, Hispanija je bila pogodno tlo za razvoj poljoprivrede. Najzastupljeniji hispanski poljoprivredni proizvodi su bili žitarice, grožđe i masline, kao i raznovrsno voće i povrće. Od žitarica, žito kao osnova za kruh koji se djelio plebsu i vojsci, je bilo najviše zastupljeno na hispanskim poljima. Iako je metropola konzumirala žito iz Egipta i sa Sicilije, u kriznim razdobljima hispansko žito se često izvozilo u Rim i Italiju. 
Vinogradi i maslinici su također bili veoma rasprostranjeni na poluotoku. Andaluzija i katalonska obala su bili glavni hispanski proizvođači vina koje nije bilo toliko kvalitetno kao talijansko i grčko (zato su mu se dodavali začini), ali je također bilo i jeftinije. Potrošnja ovog vina se ograničavala na poluotok i na druge provincije carstva, kako bi se zaštitili italski proizvođači, osim vina iz Gadesa (današnjeg Cadiza) koje nije bilo podvrgnuto tolikim ograničenjima u izvozu.
Jedna od osnova hispanskoga gospodarstva bile su proizvodnja ulja i konzerviranje, zajedno s eksploatacijom metala i uzgojem žita. Poznati proizvodi su bili hispanski garum — riblji umak koji se u Rimu smatrao afrodizijakom, usoljena riba (uglavnom tunjevina), smokve iz Sagunta ili maslinovo ulje iz Andaluzije koje se po kvaliteti moglo natjecati s talijanskim, i koje je svoj vrhunac doživjelo u 2. stoljeću, da bi kasnije opala potražnja zbog pojave sjevernoafričkog koje je bilo jeftinije.

Kultivacija konoplje i eksploatacija šumskih resursa je bila izuzetno važna u brodogradnji.

### Stočarstvo i ribolov
Asturijski i galicijski konji su bili na visokoj cijeni u metropoli. Ekstremadura se isticala uzgojem svinja. U Mezeti, bilo je više zastupljeno ovčarstvo, koje je predstavljalo dobru osnovu za tekstilnu proizvodnju zahvaljujući visokoj kvaliteti vune.
Bogatstvo mediteranskih i atlantskih, kao i riječnih voda ribom bila je osnova proizvodnje usoljene ribe u Hispaniji, veoma cijenjene u metropoli.

### Rudarstvo i zanatstvo
Zlato, srebro, bakar, željezo i drugi metali u kojima je Italija oskudijevala sačinjavali su osnovni gospodarski interesi Rima u Hispaniji. Kamenolomi su također bili eksploatirani u javnim radovima. Na primjer, za čuveni akvadukt u Segoviji se iskoristilo 240.000 granitnih blokova koji dolaze iz kamenoloma planine Guadarame.
Tkanine iz Hispanije su bile na cijeni, usprkos činjenici da nisu bile toliko fine kao talijanske ili istočnjačke, no bile su daleko jeftinije i zato su bile veoma tražene na cijelom Iberskom poluotoku. Izuzetak su bile sage (lat: sagum), keltiberski ogrtači od vune koji su bili visoko cijenjeni čak i u samom Rimu.
Proizvodnja usoljene ribe je zahtijevala zdjele u kojima će se čuvati hrana, što je potaklo razvoj proizvodnje amfora. Što se keramike tiče, isticale su se zdjele pravljene tehnikom Terra sigillata iz Riohe, kao i staklo iz doline Guadalquivira.

## Poznate osobe
Doprinos Hispanije metropoli nije se ograničio samo na poljoprivredu, rudarstvo i zanatstvo. Ljudi su također bili vema cijenjen kapital. Rimljani su iskoristili stanovništvo Iberskog poluotoka nakon završetka osvajanja na dva načina – pretvarali su ih u robove ili u vojnike. Robovi su bili ključni motor u rudarstvu i zemljoradnji. Svi hispanski ratni zarobljenici pretvoreni u robove su bili odvođeni u druge dijelove carstva dok su u Hispaniju dovođeni robovi – ratni zarobljenici iz drugih provincija, kao mjera predstrožnosti.
Mnogi rimski vojnici su se ženili hispanskim ženama i osnivali hispanoromanske obitelji, što je bila poticala država, jer se miješanje s autohtonim stanovništvom vidjelo kao element pacifikacije i osnova stabilnosti carstva.
Također su mnogi sportaši, političari, intelektualci i umjetnici Rimskog Carstva bili podrijetlom iz Hispanije.

### Intelektualci i umjetnici
- Seneka stariji (54. pr. Kr. – 39.)
- Seneka mlađi (4. pr. Kr. – 65.)
- Lucije (39. – 65.)
- Marcijal (40. – 104.)
- Pomponije Mela, geograf

### Državnici
- Trajan (53—117)
- Hadrijan (76—138)
- Teodozije I. Veliki (347—395)

## Poveznice
- Rimsko Carstvo
- Španjolska
- Povijest Španjolske

## Drugi projekti Wikimedije
|  | Zajednički poslužitelj ima još gradiva o temi Hispanija |